# Зякас
Зякас, още Закас, Тиста или Тища (на гръцки: Ζιάκας, понякога Ζάκας; до 1927 година: Τίστα, Тиста), е село в Република Гърция, дем Гревена, област Западна Македония.

## География
Селото е разположено на 900 m надморска височина, на 20-ина km западно от град Гревена, от лявата страна на река Венетико, в подножието на връх Орлякас на планината Пинд. На няколкостотин метра югозападно от края на селото е разположено населеното място Крия Вриси.

## История

### В Османската империя
В края на ХІХ век Тиста е гръкоезично село в западната част на Гребенската каза на Османската империя. Според статистиката на Васил Кънчов в 1900 година Тиста е смесено християнско-мюсюлманско село със 180 гърци християни и 187 валахади (гръкоезични мюсюлмани).
На Етнографската карта на Битолския вилает на Картографския институт в София от 1901 година Теста е смесено село гърци християни и гърци мохамедани в Гревенската каза на Серфидженския санджак с 67 къщи.
Според статистика на Серфидженския санджак на гръцкото консулство в Еласона от 1904 година в Тиста (Τίστα), Гревенска каза, живеят 310 гърци елинофони християни.

### В Гърция
През Балканската война в 1912 година в селото влизат гръцки части и след Междусъюзническата в 1913 година Тиста влиза в състава на Кралство Гърция.
През 1927 година името на селището е сменено на Зякас, в чест на революционера Теодорос Зякас и на брат му Янулас Зякас, който според преданието се е сражавал с турците близо до селото.
Годишният селският празник се провежда на 6 септември. През първата седмица на август се организира церемония в памет на въстанието на Теодорос Зякас от 1854 година. На 2 май е храмовият празник на църквата „Свети Атанасий“.
В старото каменно училище, издигнато през ХІХ век, са изложени иконите от старинната църква „Свети Архангели“, която е изгорена през Втората световна война и възстановена в 1968 година. Църквите „Свети Николай“ и „Свети Атанасий“ са от ХІХ век.
Населението произвежда жито, картофи и други земеделски култури, като частично се занимава и със скотовъдство.
| Име     | Име      | Ново име | Ново име | Описание                |
| ------- | -------- | -------- | -------- | ----------------------- |
| Конакия | Κονάκια  | Каливия  | Καλύβια  | връх С от Зякас         |
| Райдман | Ραϊδμάν  | Гилофос  | Γήλοφος  | връх (870 m) С от Зякас |
| Сулото  | Σουλιώ   | Елинико  | Ελληνικό | връх СИ от Зякас        |
| Тамбури | Ταμπούρι | Охиро    | Όχυρό    | връх СИ от Зякас        |

| Година    | 1913 | 1920 | 1928 | 1940 | 1951 | 1961 | 1971 | 1981 | 1991 | 2001 | 2011 | 2021 |
| --------- | ---- | ---- | ---- | ---- | ---- | ---- | ---- | ---- | ---- | ---- | ---- | ---- |
| Население | 595  | 505  | 655  | 830  | 130  | 183  | 145  | 424  | 406  | 341  | 145  | 120  |